# Star Tribune

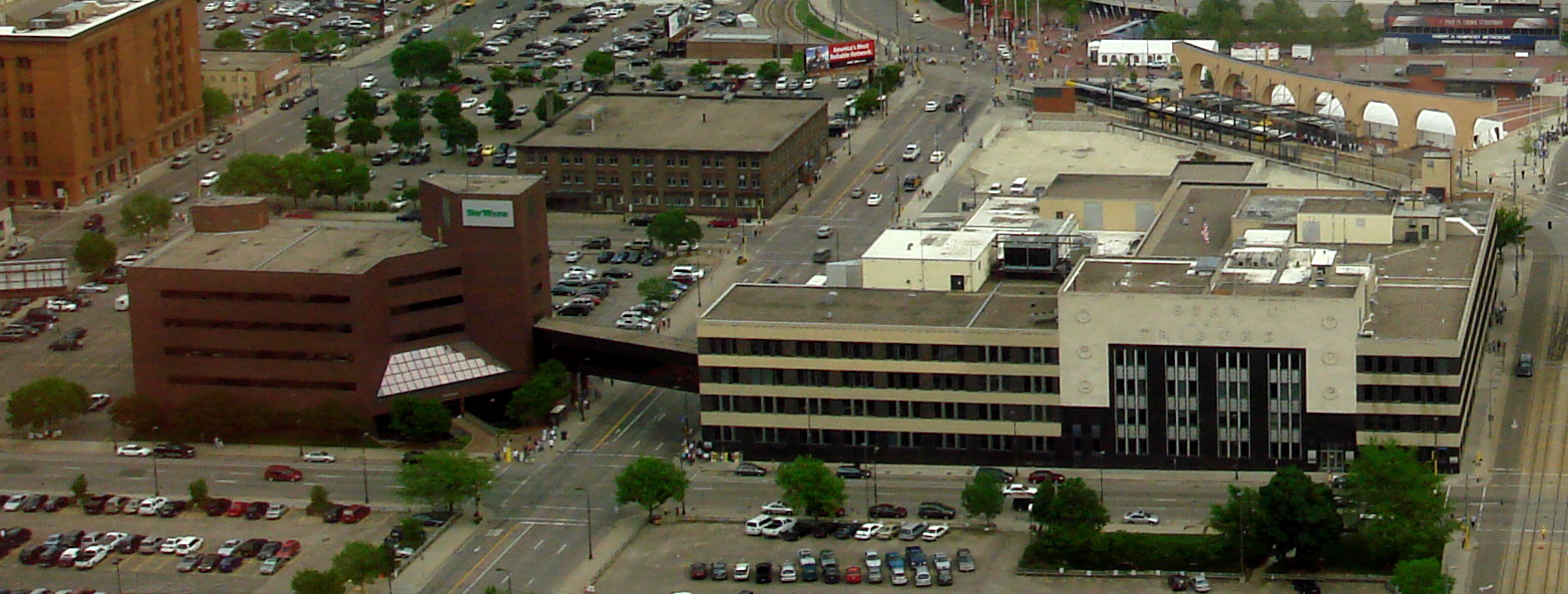
Sede do Star Tribune em Minneapolis, Minnesota.

O Star Tribune (também conhecido por Star trib ou Strib, como é frequentemente chamado) é o maior jornal do estado de Minnesota, Estados Unidos, publicado sete dias por semana para a área metropolitana de Minneapolis/Saint Paul. Uma versão de cobertura estadual está disponível em toda Minnesota e em partes de Wisconsin, Iowa, Dakota do Sul e Dakota do Norte. O principal competidor do jornal é o  Pioneer Press de Saint Paul, embora também tenha outros concorrentes no âmbito da circulação estadual.